# セデック語
セデック語（セデックご、賽徳克語／Kari Seediq）は、台湾先住民であるセデック族の言語。オーストロネシア語族台湾諸語に分類される。広い意味でのセデック族は、台湾の中部、南投県と花蓮県の境界にまたがって居住している。
2004年にセデック族に先駆けて、タイヤル族から分離したタロコ族が話す言葉は、現在、タロコ語（太魯閣語）と呼ばれるが、セデック語とほぼ同一言語と言っていいぐらい、非常に近いものである。
セデック語は、老人を中心にまだ日常的に使われているが、若い世代はセデック語が分からなくなっており、近年は学校教育で教えたり、テレビ放送で講座が行われるなど、復興運動が盛んにおこなわれている。
2011年に制作された台湾映画「セデック・バレ」では、セデック族のセリフの大部分はセデック語である。

## 言語名について
- セディク語[1]
- セーディク語[2]
- タロコ（太魯閣）語　※民族の分離の結果、現在はセデック語とは別として扱われている。

## 方言
- トゥルク方言（もしくはタロコ方言。タロコ語（太魯閣語）とも）
- トダ方言（都達語）
- トゥクダヤ方言（徳固達雅語）

## 文字
文字はラテン文字を使用する。

## 発音

### 母音
母音はa, i, u, e, oの5つ。長短の区別はない。

### 子音
上下2段ある場合は、上段が無声音、下段が有声音。
|            | 両唇    | 歯茎    | 後部歯茎 | 硬口蓋 | 軟口蓋    | 口蓋垂 | 声門 |
| ---------- | ------- | ------- | -------- | ------ | --------- | ------ | ---- |
| 鼻音       | [m]     | [n]     |          |        | ng [ŋ]    |        |      |
| 破裂音     | [p] [b] | [t] [d] |          |        | [k]       | [q]    |      |
| 破擦音     |         | c [ts]  |          |        |           |        |      |
| 摩擦音     |         | [s]     | di [ʒ]   |        | [x] g [ɣ] |        | [h]  |
| 接近音     |         |         |          | y [j]  |           |        |      |
| ふるえ音   |         | [r]     |          |        |           |        |      |
| 側面摩擦音 |         | l [ɮ]   |          |        |           |        |      |

その他、二重調音の接近音として、[w] がある。

## 日本人による研究
長年、日本の研究者は、セデック族をタイヤル族の一部として位置付けてきたため、過去の文献では、セデック語を「タイヤル語」として書いているケースもある。
日本による台湾統治が始まって以降、民族学者や言語学者が、セデック語について記録を残している。早い時期に鳥居龍蔵もフィールドワークを行い、比較的詳しい記録を残している。
また、2004年に分離したタロク族の言語（タロコ語）もタイヤル語もしくはセデック語に含んで記述されてきた。
近年、セデック語パラン方言については、日本人研究者の落合いずみがフィールドワークを重ね、数々の著作を発表している